# Arbeitskampfrecht (Deutschland)

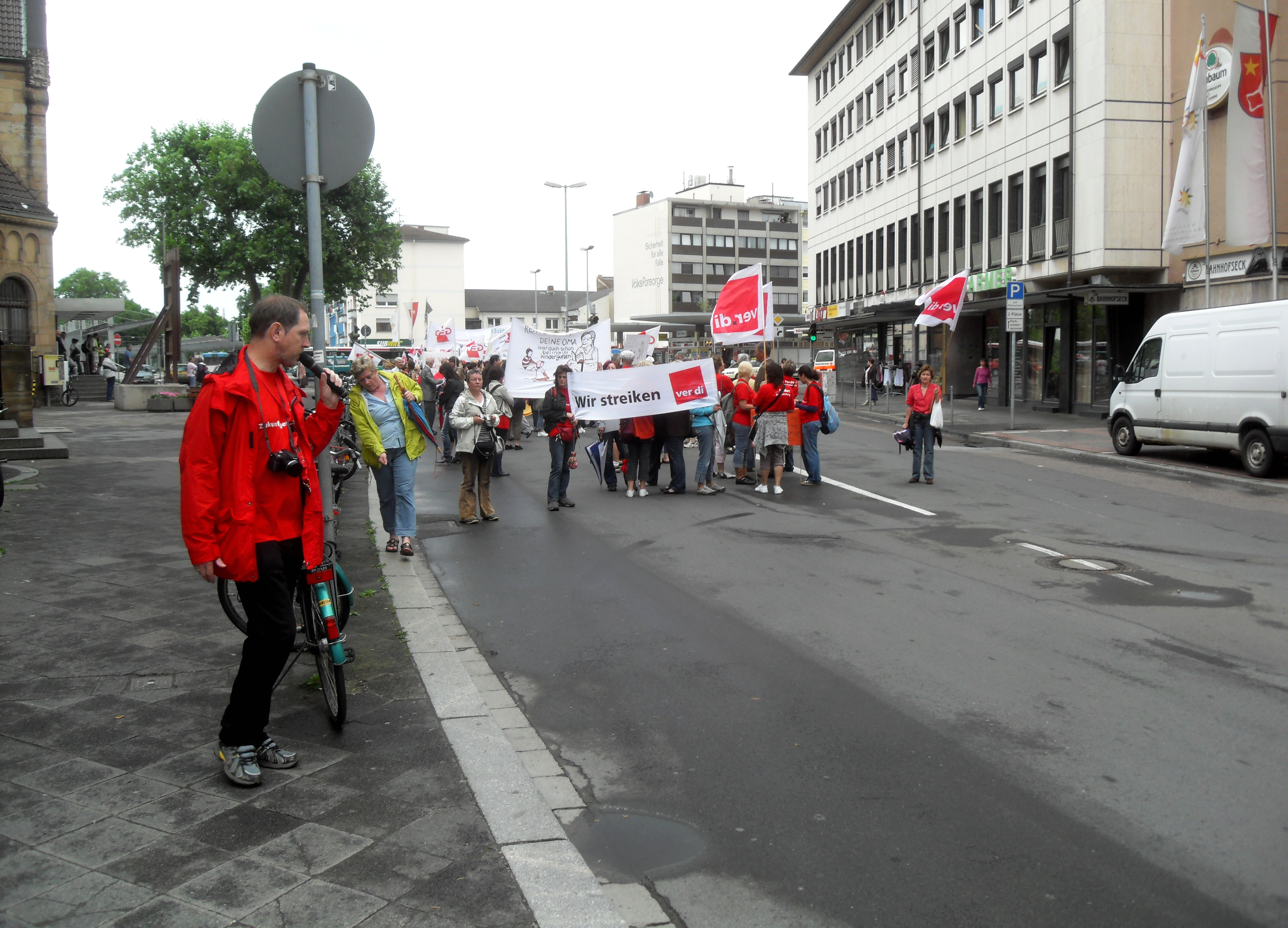
Kundgebung eines Streiks des Bezirks Rhein-Pfalz im Landesbezirk Rheinland-Pfalz der Vereinten Dienstleistungsgewerkschaft im Mai 2009 vor dem Wormser Hauptbahnhof

Das Arbeitskampfrecht ist ein Teilgebiet des deutschen Kollektivarbeitsrechts und befasst sich mit der Zulässigkeit von Maßnahmen des Arbeitskampfes, vor allem Streik und Aussperrung.

## Rechtsquellen
Von wenigen Ausnahmen abgesehen ist das deutsche Arbeitskampfrecht im Wesentlichen Richterrecht, das heißt, es wird aus Gerichtsurteilen über die Zulässigkeit von Arbeitskampfmaßnahmen herausgelesen. Erwähnt wird der Arbeitskampf in § 2 Arbeitsgerichtsgesetz und in § 25 Kündigungsschutzgesetz, die den Arbeitskampf voraussetzen, jedoch nicht regeln. Diese stützen sich auf den Grundsatz der Zulässigkeit des Arbeitskampfes, der auf der durch die Koalitionsfreiheit in Art. 9 Abs. 3 Grundgesetz (GG) garantierten Betätigungsgarantie der Gewerkschaften und Arbeitgeberverbände beruht. Ein ausdrückliches Recht zum Arbeitskampf ist jedoch auch dort nicht erwähnt. Stattdessen wollten die Urheber der Verfassung lediglich Gewerkschaftsverbote verhindern und Arbeitnehmern und Arbeitgebern das Recht gewährleisten, sich auf dem Arbeitsmarkt zu Kartellen zur Durchsetzung ihrer Interessen zusammenzuschließen.
Das Recht der Koalitionsfreiheit ist nach der Rechtsprechung des Bundesverfassungsgerichts von der näheren Ausgestaltung durch den Gesetzgeber abhängig. Ein eigenes Gesetz gibt es jedoch bis heute nicht. Nach der Rechtsprechung des Bundesarbeitsgerichts sind die Tarifparteien unmittelbar an Art. 9 Abs. 3 GG gebunden. Gamillscheg und andere stellen deshalb darauf ab, dem Bürger stehe mit den Tarifvertragsparteien eine dem Staat vergleichbare Macht gegenüber, vor der er in der gleichen Weise geschützt werden müsse wie vor dem Staat selbst.

## Streik und Aussperrung
Während eines Arbeitskampfs können die Arbeitnehmer streiken, das heißt, sie legen ihre Arbeit nieder, um vom Arbeitgeber die Zustimmung zum Abschluss eines Tarifvertrags zu erzwingen. Früher konnte der Arbeitgeber darauf antworten, indem er alle Arbeitnehmer aussperrte, so dass auch die nicht streikenden Arbeitnehmer (Streikbrecher) nicht arbeiten konnten, folglich auch keinen Lohn erhielten und so gegen die Streikenden Partei ergriffen. Bei der Verhältnismäßigkeit der Aussperrung werden mittlerweile äußerst hohe Maßstäbe angesetzt, was dazu beigetragen hat, dass die Aussperrung seit 1985 fast nicht mehr vorkommt. Damit ist der Streik das praktisch einzige Mittel des Arbeitskampfs. Die so genannte Angriffsaussperrung, mit der ein Arbeitgeber den Arbeitskampf selbst beginnt, ist schon seit 1928 nicht mehr anzutreffen.

## Rechtsfolge des Arbeitskampfs
Der Große Senat des Bundesarbeitsgerichts stellte 1955 fest, der Streik sei zwar „unerwünscht“, es müsse jedoch nicht mehr – wie früher – gekündigt werden, bevor rechtsfolgenfrei gestreikt werden könne. Vielmehr würden die Arbeitsverträge während des Streiks „suspendiert“, das heißt außer Kraft gesetzt. Sie sind also bis auf Weiteres schwebend unwirksam. Der Streik ist daher seiner Rechtsnatur nach ein hoheitlicher Eingriff in das Institut des Vertragsrechts, der zeitlich, örtlich und sachlich auf den konkreten Tarifkonflikt beschränkt bleibt. Diese Entscheidung gilt als grundlegend für das gesamte deutsche Arbeitskampfrecht, weil sie den Streik vom Makel der unerlaubten Handlung befreite.
Die Teilnahme an einem Streik stellt für den streikenden Arbeitnehmer daher keine Verletzung des Arbeitsvertrags dar. Stattdessen ruht während des Streiks das Arbeitsverhältnis, die Beschäftigten brauchen also keine Arbeitsleistungen zu erbringen und der Arbeitgeber muss im Gegenzug während des Streiks kein Arbeitsentgelt leisten. Daher sind Maßregelungen durch den Unternehmer verboten und Streikenden darf weder während des Streiks noch danach wegen der Streikteilnahme gekündigt werden.
Streikende haben keinen Anspruch auf Zahlungen der Bundesagentur für Arbeit. Nur gewerkschaftlich organisierte Arbeitnehmer erhalten von den Gewerkschaften für die Dauer der Streikteilnahme eine Streikunterstützung, die zum Beispiel bei Verdi abhängig von der Länge der Mitgliedschaft sowie der Anzahl der Kinder pro Streiktag das 2,2- bis 2,5-Fache ihres monatlichen Mitgliedsbeitrags beträgt.

## Parteien des Arbeitskampfs
Arbeitskämpfe dürfen nur von den Tarifparteien, also Arbeitgebern und ihren Verbänden auf der einen und den Gewerkschaften auf der anderen Seite geführt werden. Sogenannte wilde Streiks von Belegschaften, die ohne gewerkschaftliche Autorisierung geführt werden, sind rechtswidrig und können zu fristloser Kündigung der streikenden Arbeitnehmer führen.
Träger des Streikrechts selbst ist jedoch nicht die Gewerkschaft, sondern die Belegschaft. An einem Streik, zu dem eine Gewerkschaft aufgerufen hat, darf sich daher jeder Arbeitnehmer beteiligen. Es spielt keine Rolle, ob er selbst Gewerkschaftsmitglied ist oder nicht. Auch Auszubildende dürfen für sie betreffende Tarifforderungen streiken.
Ebenso betrifft die Aussperrung immer die gesamte Belegschaft. Das Bundesarbeitsgericht hat die selektive Aussperrung, die allein die Gewerkschaftsmitglieder erfassen würde, für unzulässig erklärt.
Jedoch muss nicht jede Gewerkschaft auch zum Streik bereit sein. 1964 aberkannte das Bundesverfassungsgericht der Vereinigung der katholischen Hausgehilfinnen die Tariffähigkeit nicht, obwohl sie an Streiks kein erkennbares Interesse zeigten. Das sinnvolle Funktionieren der Tarifautonomie sei – jedenfalls bei den Hausgehilfinnen – nicht abhängig von der Bereitschaft zum Arbeitskampf.
Auch Betriebsräte sind nicht zum Führen von Arbeitskämpfen berechtigt. Sie und ihre Mitglieder dürfen in dieser Eigenschaft nicht für Arbeitskampfhandlungen tätig werden, zum Beispiel darf das Betriebsratsbüro nicht als Streikzentrale genutzt werden. Eine Teilnahme von Betriebsratsmitgliedern an Arbeitskampfmaßnahmen in ihrer Eigenschaft als Arbeitnehmer und Gewerkschaftsmitglieder ist dagegen zulässig.
Gilt ein Tarifvertrag für einen Wirtschaftszweig (Flächentarifvertrag), dann sind die Tarifparteien die zuständige Gewerkschaft und der Arbeitgeberverband. Bei einem Tarifvertrag für ein einzelnes Unternehmen (Haustarifvertrag) verhandelt die Gewerkschaft in Kooperation mit betrieblichen Gewerkschaftsrepräsentanten – in der Regel gewerkschaftlich organisierten Betriebsratsmitgliedern – mit der Geschäftsleitung.

## Zulässige Arbeitskampfziele
Arbeitskampfmaßnahmen müssen Ziele verfolgen, die in einem Tarifvertrag geregelt werden können. Streiks mit allgemeinen politischen Zielen, zur Änderung der Unternehmensstrategie eines Betriebes oder zur Bekundung von Solidarität sind deshalb rechtswidrig. Ein Streik der Pilotenvereinigung Cockpit gegen die Lufthansa im Jahr 2015 wurde vor Gericht als unzulässig erklärt, da er sich auch gegen unternehmenspolitische Ziele richtete (geplanter Ausbau des der Lufthansa gehörenden Billigfliegers Eurowings).

## Übermaßverbot
In Deutschland sind Arbeitskampfmaßnahmen nur unter Beachtung des Übermaßverbots zulässig. Der Streik ist also nicht grundsätzlich erlaubt, sondern grundsätzlich verboten. Das bedeutet, dass der Arbeitskampf erforderlich sein muss, also mildere Mittel nach dem ultima-ratio-Prinzip ausgeschöpft sein müssen, und im Hinblick auf sein Zweck ein verhältnismäßiges Mittel sein muss. Dies folgt aus einem Urteil des Großen Senats des Bundesarbeitsgerichts aus dem Jahr 1971. Regelmäßig ist das Übermaßverbot erst dann gewahrt, wenn vorangegangene Verhandlungsbemühungen ausgeschöpft und gescheitert sind oder zumindest mit hoher Wahrscheinlichkeit zu scheitern drohen. Streiken ist folglich nur ausnahmsweise und auch nur dann gestattet, wenn es anders keinen Ausweg mehr gibt, die kollektive Niederlegung der Arbeit zu vermeiden.

## Friedenspflicht
Unter Umständen sind Streiks durch eine tarifvertraglich vereinbarte Friedenspflicht ausgeschlossen. Die relative Friedenspflicht verbietet für die Laufzeit des Tarifvertrages Kampfmaßnahmen zur Durchsetzung von Streitgegenständen, die der aktuelle Tarifvertrag schon regelt. Die absolute Friedenspflicht hingegen ordnet für eine bestimmte Zeit ein unbedingtes Kampfverbot an, das auch Arbeitskampfziele erfasst, die der jeweilige Tarifvertrag nicht einschließt. Im Gegensatz zur relativen Friedenspflicht bedarf die absolute Friedenspflicht einer ausdrücklichen Vereinbarung, um Wirksamkeit zu entfalten. Die relative Friedenspflicht gilt dagegen automatisch für alle tarifvertraglich geregelten Angelegenheiten.

## Schlichtungspflicht, Urabstimmung und Warnstreik
Scheitern die Verhandlungen zum Abschluss eines Tarifvertrags, folgt vor dem Arbeitskampf in der Regel ein Schlichtungsverfahren, das auf freiwilligen Vereinbarungen zwischen den Tarifvertragsparteien beruht. Eine Zwangsschlichtung wie es sie in der Weimarer Republik gab, ist ausgeschlossen. Den meisten Schlichtungsvereinbarungen zufolge müssen die Konfliktparteien den Schlichterspruch nicht annehmen. Erklären eine oder beide Parteien das Scheitern der Schlichtung, ist dies gleichbedeutend mit dem Ende der Friedenspflicht. Streik und Aussperrung sind danach, unter Beachtung der Regeln der Verhältnismäßigkeit, zulässig.
Dem folgt gewöhnlich eine so genannte Urabstimmung unter der Belegschaft über die Durchführung eines Streiks. In den Streik-Richtlinien des DGB von 1949 war neben dem Veto-Recht des Vorstandes die qualifizierte Urabstimmung mit dem Erfordernis einer Dreiviertelmehrheit der kampfbetroffenen Mitglieder im Streikgebiet verpflichtend verankert. 1958 entschied das Bundesarbeitsgericht, dass ohne die Durchführung einer vereinbarten Schlichtung auch noch nicht über zukünftige Kampfmaßnahmen abgestimmt werden dürfe. Aus diesem Verbot der Abstimmung zur Unzeit kann jedoch nicht geschlossen werden, dass eine ergebnisoffene Abstimmung nach dem Scheitern der Schlichtung bereits eine Kampfmaßnahme sei. Denn mit dem Stimmzettel können Streiks herbeigeführt, aber auch verhindert werden. Der DGB gab die Pflicht zur verbandsinternen Urabstimmung 1974 auf. Seither kann abgestimmt werden, muss aber nicht. Dem hat sich die arbeitsrechtliche Lehre angeschlossen und sieht in der verbandsinternen Urabstimmung nicht einmal dann eine Zulässigkeitsbedingung für den Streik, wenn sie in der Satzung vorgeschrieben sein sollte. Das hätte zur Folge, dass nicht einmal die Mitglieder einen Streik aufhalten könnten. Fehlende, falsche oder sogar gefälschte Urabstimmungen würden nicht dazu führen, dass der Streik zu unterbleiben hat.
Das Recht unterscheidet anschließend nicht zwischen Warnstreik und dem tatsächlichen Erzwingungsstreik. Das ultima-ratio-Prinzip gilt in jedem Fall. Auch muss eine vereinbarte Schlichtung abgewartet werden. Verhandlungsbegleitende Warnstreiks sind daher unzulässig.
Nicht nur die Arbeitnehmer, auch die Arbeitgeber müssen das Ergebnis der Abstimmung über den Streik abwarten. Ebenso wie der vorauseilende Streik ist auch vorauseilende Angriffsaussperrung mit dem Prinzip der ultima ratio unvereinbar.

## Streikbruch und Streikarbeit
Häufig führt ein Streik dazu, dass die Arbeit im bestreikten Betrieb brach liegt, auch wenn nicht die gesamte Belegschaft streikt. Nicht streikende Arbeitnehmer sind nicht zu so genannter Streikarbeit verpflichtet, die die Arbeit der Streikenden ersetzt, sondern sind berechtigt, diese Arbeit zu verweigern, ohne ihren Entgeltanspruch zu verlieren. Anders ist dies, wenn die eigentlich geschuldete Arbeitsleistung trotz des Streiks erbracht werden kann. Ähnliches gilt auch für Leiharbeiter, die in bestreikten Betrieben ein Leistungsverweigerungsrecht geltend machen können und seit 1. April 2017 nicht als Streikbrecher eingesetzt werden dürfen (§ 11 Abs. 5 AÜG). Alle Beschäftigten, die von ihrem Arbeitgeber gewerbsmäßig anderen Unternehmen zur Arbeitsleistung überlassen werden, brauchen nicht als Streikbrecher in einem bestreikten Betrieb zu arbeiten. Ihnen darf dadurch kein Nachteil entstehen und ihr Lohn muss weiter gezahlt werden.

## Tarifeinheit
Das Bundesarbeitsgericht hielt bis 2010 am Grundsatz der Tarifeinheit fest. Er besagte, dass in jedem Betrieb nur ein Tarifvertrag für die gesamte Belegschaft gelten durfte. Damit war zum Beispiel der Streik der Lokführer-Gewerkschaft GDL 2007 rechtswidrig. Das Arbeitsgericht Chemnitz gewährte in diesem Fall jedoch dem Streikrecht Vorrang vor der Tarifeinheit, wobei der Grundsatz der Verhältnismäßigkeit zu beachten sei. Dieses Urteil wurde aber vom sächsischen Landesarbeitsgericht wieder aufgehoben.

## Arbeitskampfrecht in der DDR
In der Verfassung der Deutschen Demokratischen Republik von 1949 war das Streikrecht der Gewerkschaften verankert (§ 14 Abs. 2). Der FDGB lehnte jedoch einen Streik gegen Volkseigene Betriebe ab. Als Instrument des Arbeitskampfs schied damit der Streik genauso aus wie die (unzulässige) Aussperrung. Im Gesetzbuch der Arbeit (GBA) von 1961, der neuen Verfassung von 1968 und dem Arbeitsgesetzbuch (AGB) von 1978 wurde kein Streikrecht mehr erwähnt.